# Marketing wirusowy
Marketing wirusowy (ang. viral marketing) – działania marketingowe będące odmianą marketingu szeptanego. Jest wykorzystywany przez growth hacking. Marketing wirusowy polega na zainicjowaniu sytuacji, w której potencjalni klienci będą sami udostępniać między sobą informacje dotyczące firmy, usług lub produktów. Rozpowszechniane w ten sposób komunikaty nie zawsze zawierają ściśle reklamowy przekaz, prymarnym celem tego rodzaju strategii marketingowej jest budowanie świadomości marki oraz jej pozycjonowanie, czyli wywoływanie pożądanych skojarzeń z nazwą lub logo firmy.  Najpopularniejszymi formami reklamy wirusowej są: materiały wideo, materiały graficzne, komunikaty oraz gry online. 
Marketing wirusowy ewoluował dzięki rozpowszechnieniu nowych technologii komunikacji. Medium sprzyjającym silnemu rozwojowi reklamy wirusowej jest internet, a zwłaszcza media społecznościowe, które opierają się na ideologicznych i technologicznych podstawach Web 2.0. Mechanizm social media korzysta ze społecznościowego charakteru Internetu, na treści tworzonej przez samych użytkowników, którzy udostępniają znajomym to, co ich bawi lub irytuje. W ten sposób tworzą się grupy użytkowników, do których przynależność stanowi fundamentalny element życia w sieci. Z tego względu takie serwisy jak Facebook czy YouTube najczęściej wykorzystywane są jako platforma dla marketingu wirusowego lub szeptanego. 
Konsumenci coraz częściej unikają reklam, nie zwracając uwagi na nic poza obiektem swoich zainteresowań. Coraz częściej spotykane jest zjawisko tzw. Banner blindness (pol. „ślepota banerowa”), które polega na ignorowaniu przez użytkowników stron WWW elementów wyglądających jak reklamy. Konsument funkcjonujący w obrębie sieci potrzebuje wiarygodnych źródeł, a w obliczu spadającego zaufania do reklam, to pozostali Internauci występują w roli kreatorów opinii lub ambasadorów określonej marki. Ich rekomendacja, może być czynnikiem decydującym dla podejmującego decyzję zakupową klienta.

## Historia marketingu wirusowego
Marketing wirusowy jako odrębne podejście do reklamy, został powiązany z popularyzacją poglądu, że idee rozprzestrzeniają się jak wirusy. Teoria ta jest ściśle związana z memetyką, czyli dziedziną nauki analizującą cykl funkcjonowania, powielania oraz ewoluowania memów. Memetyka osiągnęła szczyt popularności w latach 90. XX wieku. Nie da się jednoznacznie ustalić pochodzenia i popularyzacji konkretnego terminu marketing wirusowy. Pojęcie viral marketing zostało prawdopodobnie zastosowane po raz pierwszy w magazynie „PC User” w 1989 roku. Termin spopularyzowano przez Jeffreya Rayporta, który posługiwał się nazewnictwem v-marketing w czasopiśmie „Fast Company" w grudniu 1996. 
Jeden z pierwszych przypadków użycia potencjału wirusowego w reklamie odnotowano w 1996 roku. Firma o nazwie Hotline, oferująca założenie bezpłatnej skrzynki mailowej, szukała sposobu na promocję swoich usług niskim kosztem. Warunkiem założenia konta było zaakceptowanie następującego wpisu umieszczanego w stopce każdej wysłanej wiadomości – „Chcesz mieć darmowe konto e-mail? Zarejestruj się w Hotmail już dziś!" wraz z hiperłączem. Dzięki tej praktyce liczba użytkowników Hotmail wzrosła z 20 000 do 1 miliona w ciągu roku.
Pierwszą publikacją na temat marketingu wirusowego w Internecie była książka autorstwa amerykańskiego socjologa i teoretyka mediów – Douglasa Rushkoffa. Badacz posłużył się w swoim opracowaniu terminologią medyczną. Założył, że jeśli reklama dotrze do „podatnego” użytkownika, zostaje on „zainfekowany” i dzieli się komunikatem w niej zawartym z innymi „infekując ich”. Tak długo, jak każdy zarażony użytkownik przekazuje informację więcej niż jednemu podatnemu odbiorcy, liczba zainfekowanych użytkowników rośnie zgodnie z krzywą wykładniczą.

## Marketing tradycyjny a marketing wirusowy
Tradycyjne formy reklam, takie jak telewizyjne spoty reklamowe, produkcja billboardów i związana z tym konieczność wynajęcia sztabu ludzi pracujących nad strategią reklamową generuje wysokie koszty. Marketing tradycyjny cechuje się brakiem możliwości dokładnego sprecyzowania przekazu – odbiorcami są wszyscy, którzy na niego natrafią. Ponadto przekaz generowany za pośrednictwem analogowych mediów jest jednostronny, firma nie ma w tym przypadku wglądu w reakcje klientów, nie nawiązuje z nimi więzi, komunikat nie jest interaktywny.
W marketingu wirusowym dla osiągnięcia zamierzonych efektów wystarczy prosta grafika lub wideo stworzone przy niewielkim nakładzie czasu i kosztów, które trafią do szerokiego grona potencjalnych klientów. Na jego poszerzenie wpływa fakt, że reklama przesłana przez znajomego ma większą szansę na odtworzenie i wzmożone zaangażowanie potencjalnego klienta, w odróżnieniu od komunikatów nadawanych przez firmę. Współczesne podejście do marketingu, poza zaangażowaniem i skłonieniem odbiorcy do zakupu produktu lub skorzystania z usługi, dają mu także wrażenie możliwości realnego wpłynięcia na markę (konkursy na wideo spot, nazwę produktu, najlepszą parodię, projekt graficzny etykiety).

## Cechy dobrego materiału wirusowego na przykładach[1]
- bezpośredniość – reklamy Telekomunikacji Polskiej z udziałem Serca i Rozumu;
- humor – telewizyjne reklamy polskiej marki telefonii komórkowej Heyah;
- dystans do marki – posty reklamowe umieszczane na facebookowym profilu marki Lidl Polska, w których dominuje zabawa słowem[13];
- chwytliwa muzyka – seria piosenek promujących sieć sklepów Media Expert z udziałem wokalistek, takich jak Ewelina Lisowska i Cleo;
- trafianie w czuły punkt konsumenta – spoty marki Pampers, ukazujące bliskość matki i niemowlaka;
- opowiadanie przekonującej, kreatywnej historii – krótkie klipy pokazujące w humorystycznym zabarwieniu działalność marki Dollar Shave Club od zaplecza[14];
- bohater, którego polubią klienci – miś ze spotów marki Plush stworzonej przez sieć telefonii komórkowej Plus, Henio z reklam sieci hipermarketów Tesco, Mały Głód pojawiający się w reklamach serków homogenizowanych Danone;
- wykorzystanie wizerunku małych dzieci i zwierząt – spoty Roller Babies, promujące markę Evian lub seria reklam firmy Whiskas, w której główną rolę odgrywają koty;
- budowanie internetowej społeczności wokół marki – społeczność PlayStation, która komunikuje się w obrębie stworzonych przez Sony sieciowych platformach;
- przełamanie tabu, wywołanie skandalu – reklama marki Tiger, która nawiązała w sposób ironiczny do Powstania Warszawskiego[15];
- slogan, który przenika do potocznego języka – „No to Frugo”, „Może to jej urok? A może to Maybelline”, „Media Markt – nie dla idiotów”, „Red Bull doda ci skrzydeł”, „Wszyscy mają Mambę, mam i ja!”, „Pij mleko, będziesz wielki”;
- brak nachalności – zbyt duża ilość treści reklamowej może odstręczyć odbiorców.

## Mierzalność efektów marketingu wirusowego
Pomiar efektywności kampanii opartej na przekazie wirusowym i dowiedzenie, że obrane działania przyniosły założony rezultat, sprawia wiele trudności. Precyzyjne dane, do których można się odnieść to liczba wyświetleń na YouTube, udostępnień i komentarzy na Facebooku lub reakcji na Instagramie. Jednakże statystyki te nie wskazują jednoznacznie na fakt, w jakim stopniu przedstawione liczby przekładają się na zyski firmy. 
W branży reklamowej online wykorzystuje się wskaźnik rentowności ROI, czyli metodę, za pomocą której można obliczyć wartość zwrotu z inwestycji. ROI (ang. return of investment) pozwala ocenić skuteczność przedsięwziętych działań marketingowych i opłacalność korzystania z reklam za pomocą wyliczeń na podstawie równania, w którym wielkość uzyskanego zysku należy podzielić przez nakłady inwestycyjne, a na koniec sumę przemnożyć przez 100 procent. ROI jest przydatne w przypadku oceny wydajności działań marketingowych i innych aspektów związanych z prowadzeniem firmy. Należy jednak mieć na uwadze, że parametr ten jest do pewnego stopnia nieprecyzyjny, nie bierze pod uwagę wahań rynkowych i sezonowości, a także mnogości pozostałych kosztów i zysków związanych z funkcjonowaniem w Internecie. 
Istnieje jednak możliwość pomiaru efektów marketingu wirusowego dzięki porównaniu efektów działań reklamowych w mediach społecznościowych z wielkością sprzedaży, co wymaga porównania i analizy danych z wielu źródeł. Przykładem kampanii wirusowej, która wywarła pozytywny wpływ na sprzedaż danego produktu, jest marka TE-A-ME produkująca herbatę. W połowie 2016 roku indyjska firma TE-A-ME wysłała 6000 torebek swojej herbaty Donaldowi Trumpowi w czasie kampanii prezydenckiej w Stanach Zjednoczonych i sporządziła filmy z tego wydarzenia, które zostały umieszczone na YouTube i Facebooku. Kampania zaowocowała 710 artykułami w prasie w 65 krajach i łącznie 3,2 milionem wyświetleń, a firma zanotowała wzrost zamówień swoich produktów.

## Zalety i wady marketingu wirusowego[20]
Zalety marketingu wirusowego:
- niski koszt komunikacji i produkcji;
- szybkie rozpowszechnianie się treści;
- wysoka skuteczność;
- brak ograniczeń czasowych;
- docieralność do klientów, którzy są odporni na tradycyjne formy reklamy;
- nowoczesność;
- większa rozpoznawalność marki;
- duże zaangażowanie odbiorcy;
- budowanie zaufania względem marki.

Wady marketingu wirusowego:
- brak kontroli nad treścią;
- brak możliwości precyzyjnego dopasowania przekazu do docelowej grupy odbiorców;
- problemy z anulowaniem kampanii przez wzgląd na jej wirusowość;
- ze względu na niskie nakłady finansowe, przekaz może być nieatrakcyjny i odrzucony przez odbiorców;

## Przykładowe kampanie wirusowe
Amerykańska marka kosmetyków dla mężczyzn i chłopców Old Spice zasłynęła dzięki zabawnym i nieszablonowym filmom reklamowym. Nagły wzrost popularności nastąpił po opublikowanej w 2010 roku kampanii The Man Your Man Could Smell Like. Pierwszy spot wywołał poruszenie, ponieważ był stworzony z myślą o żeńskiej publiczności i kierował subtelną wiadomość w stronę mężczyzn. Film na YouTube zyskał ponad 58 mln wyświetleń. Po ogromnym sukcesie pierwowzoru, agencja reklamowa Wieden + Kennedy przygotowała serię ponad 200 krótkich reklam z udziałem Isaiaha Mustafy, sugerując się komentarzami zamieszczanymi na platformach społecznościowych. Kampania zaowocowała wzrostem obserwujących na Twitterze o ponad 1000%.
W 2012 roku administracja Metro Trains Melbourne zleciła wykonanie akcji uświadamiającej, mającej na celu zachęcenie do bezpieczniejszego zachowania w trakcie podróżowania metrem. Agencja marketingowa McCann Australia nie zdecydowała się na poruszenie tematu za pomocą drastycznych i odstręczających filmów, zamiast tego postanowiono stworzyć zabawną animację w połączeniu z utworem muzycznym pt. Dumb ways to die. Animowany teledysk trafił także na YouTube, gdzie zyskał ponad 200 mln wyświetleń, powstało na jego bazie wiele gier i aplikacji mobilnych. Ponadto dzięki zawartemu w nim przesłaniu ludzie byli bardziej świadomi zagrożeń, co skutkowało dwudziestoprocentową redukcją wypadków kolejowych w 2013 roku.
Zamieszanie i przeplatanie rzeczywistości ze światem fikcji było częścią wirusowej aktywności budującej lojalność fanów serialu Zagubieni. Przy okazji nadawania kolejnych odcinków serii, tworzone były tajemnicze strony internetowe, kody i ukryte wiadomości związane z fabułą serialu. Takie zabiegi inicjowały gwar, poruszenie oraz dyskusję wśród społeczności. Powstawało wiele nieoficjalnych forów internetowych, blogów. Na potrzeby marketingu wydano książkę funkcjonującą pierwotnie wyłącznie w świecie serialu pt. Bad Twin. Ponadto przeprowadzano liczne, zagadkowe akcje billboardowe.

## Viral spoof
W marketingu wirusowym funkcjonuje reguła viral spoof, mówiąca, że nie należy zakazywać parodiowania i kompilowania treści wirusowych, ponieważ pierwotny materiał zyskuje na popularności dzięki jego modyfikacjom. Jako przykład posłużyć może spot firmy Dove – „Evolution”, w którym pokazany jest proces przekształcania się naturalnego piękna, w fałszywy obraz kobiety na billboardzie. Foster Farms, producent kurczaków, wykorzystał popularność pierwowzoru autorstwa Dove i sparodiował go. Od pierwowzoru reklama różniła się tylko odtwórcą roli głównej – modelkę ze spotu Dove zastąpił kurczak. Mimo ogromnej oglądalności filmu z kurczakiem, większość odbiorców poszukiwała oryginału, który był prekursorem tej realizacji.